# BLOX
Blox er en erhvervsejendom på Bryghuspladsen ud til Frederiksholms Kanal og Inderhavnen.
Gaden Christians Brygge passerer gennem den.
Bygningen er tegnet af den hollandske arkitektvirksomhed OMA for Realdania. og blev færdig 22. december 2017.
I Blox findes bl.a. Dansk Arkitektur Center, Dansk Design Center, Sats Fitness, Bloxhub
I 2018 vandt Blox "Dansk stålpris" for den komplekse stålkonstruktion, der udgør skelettet i bygningen.